# Pterocerina paradoxa
Pterocerina paradoxa é uma espécie de mosca ulita ou do tipo foto-asa do gênero Pterocerina, da superfamília Tephritidae e da família Ulidiidae.
A espécie encontra-se distribuída no Brasil.
A Pterocerina paradoxa foi descrita pela primeira vez em 1941, por Hering.